# アマロアヴェルナ

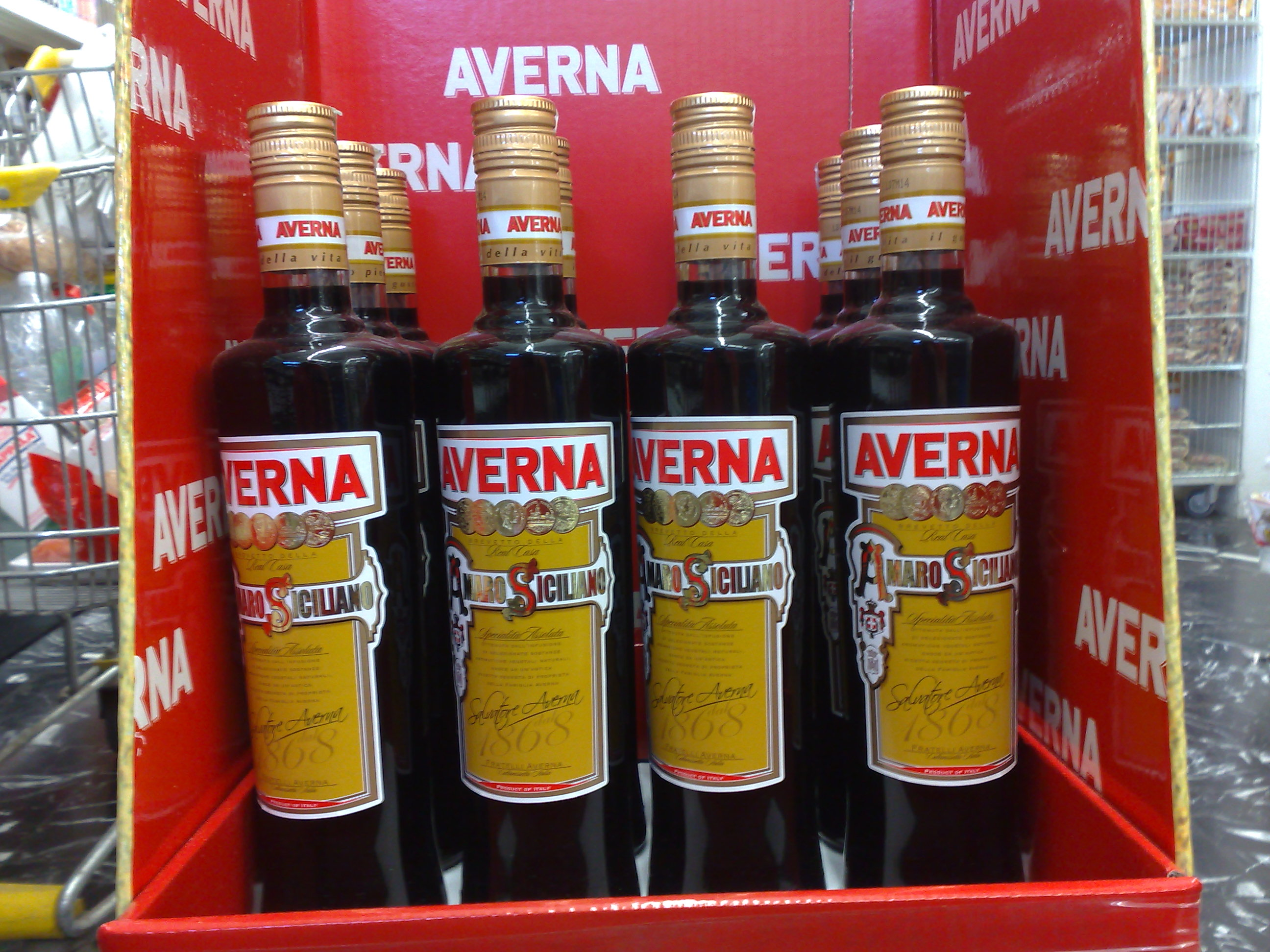
アマロアヴェルナ

アマロアヴェルナ（Amaro Averna）は、イタリア・シチリア島カルタニッセッタで生産されているイタリアンリキュール。薬草系苦味リキュールのアマーロ (リキュール)に分類される。
1868年にレシピを発明したサルヴァトーレ・アヴェルナにちなんで名付けられた。シチリア島の伝統的な飲み物と見なされている。Fratelli Averna社によって生産されていたが、同社は2014年カンパリグループに買収された。

## 歴史
レシピを発明したサルヴァトーレ・アヴェルナは、1802年に衣料品店の家庭に生まれた。カルタニセッタで育った彼は、コミュニティで最も活発なメンバーの1人になり、Santo Spirito修道院の支援者となった。
当時の修道院では、要塞化されたベネディクト会の修道院で生まれ、シトー会やクリュニー会の修道院を通じてヨーロッパに広まったベネディクティンを真似て、修道士たちはハーブの薬草酒（エリクサー）を作っていた。それは苦く、強壮や治療に効果があると考えられていた。1859年、シチリアのSanto Spirito修道院の院長は、修道院を支援してくれた感謝のしるしとして、サルヴァトーレに万能薬の秘伝のレシピを贈った。1868年、アヴェルナは自宅で来客のためにエリクサーの生産を開始した。これがアマロアヴェルナの始まりである。
サルヴァトーレの息子、フランチェスコ・アヴェルナは、イタリア国内外のさまざまな展示会に参加し、アマロアヴェルナの販売の促進活動を行うようになった。1895年、ウンベルト1世がフランチェスコのもとを訪れた際、フランチェスコはサヴォイア家の徽章が付いた金のピンを受け取った。この頃になると、アマロアヴェルナの存在も良く知られるようになった。1912年、ヴィットーリオ・エマヌエーレ3世は、アヴェルナ・カンパニーに「王室の特許」という言葉と共に酒のラベルに王家の紋章を貼る権利を与えた。アマロアヴェルナは王室御用達となった。これらを受けて、フランチェスコは全ての賞状と賞品を取り入れてラベルを再設計した。フランチェスコの死後、彼の妻アンナマリアが会社を引き継いだ。 
1920年にはアメリカ市場に進出した。
フランチェスコの息子であるサルヴァトーレ、パオロ、エミリオ、ミケーレの4人は、2度の世界大戦を乗り越えて会社の成功を確固たるものとし、会社の発展に貢献した。
1958年、アヴェルナ・カンパニーは公開会社になった（Fratelli Averna Sp A.）。数年後、新しい工場が建設された。 
Fratelli Averna社は近年ではイタリアを代表するリキュールメーカーとなっており、ワイン市場にも参入している。
2014年に、カンパリグループがFratelli Averna社の株式の100％を取得した。取引額は103,750,000ユーロで、価格は9,800万ユーロ、純金融負債は5.75ユーロ。

## 特徴
リンドウの根を主体に、ローズマリーなどのハーブや柑橘類（シトラス）の皮をベースリキュールに浸してからカラメルを加えて生産される。甘くて濃厚で、心地よいハーブの苦味がある。アルコール度数は29％、（以前は32％）で、イタリア国内で蒸留・瓶詰めされている。古典的な食後酒であり、主にオン・ザ・ロックやストレートで飲まれる。また、一部のカクテルの材料にも利用されている。